# Eduard Kreysa
Eduard von Kreysa (18. února 1860 Hustopeče – 24. dubna 1923 Vídeň) byl rakousko-uherský generál. Jako absolvent vojenské školy sloužil v c. k. armádě od roku 1877, řadu let strávil u různých jednotek c. k. zeměbrany. Na začátku první světové války se jako divizní velitel zúčastnil bojů na východní frontě. Ze zdravotních důvodů aktivní službu na frontě opustil a v letech 1916–1918 zastával funkci prezidenta Vrchního soudu c.k. zeměbrany. Ve vojsku dosáhl hodnosti generála pěchoty a byl povýšen do šlechtického stavu. Po zániku monarchie mu byla přiznána hodnost generála III. třídy ve výslužbě s nárokem na penzi v československé armádě (1919).

## Životopis

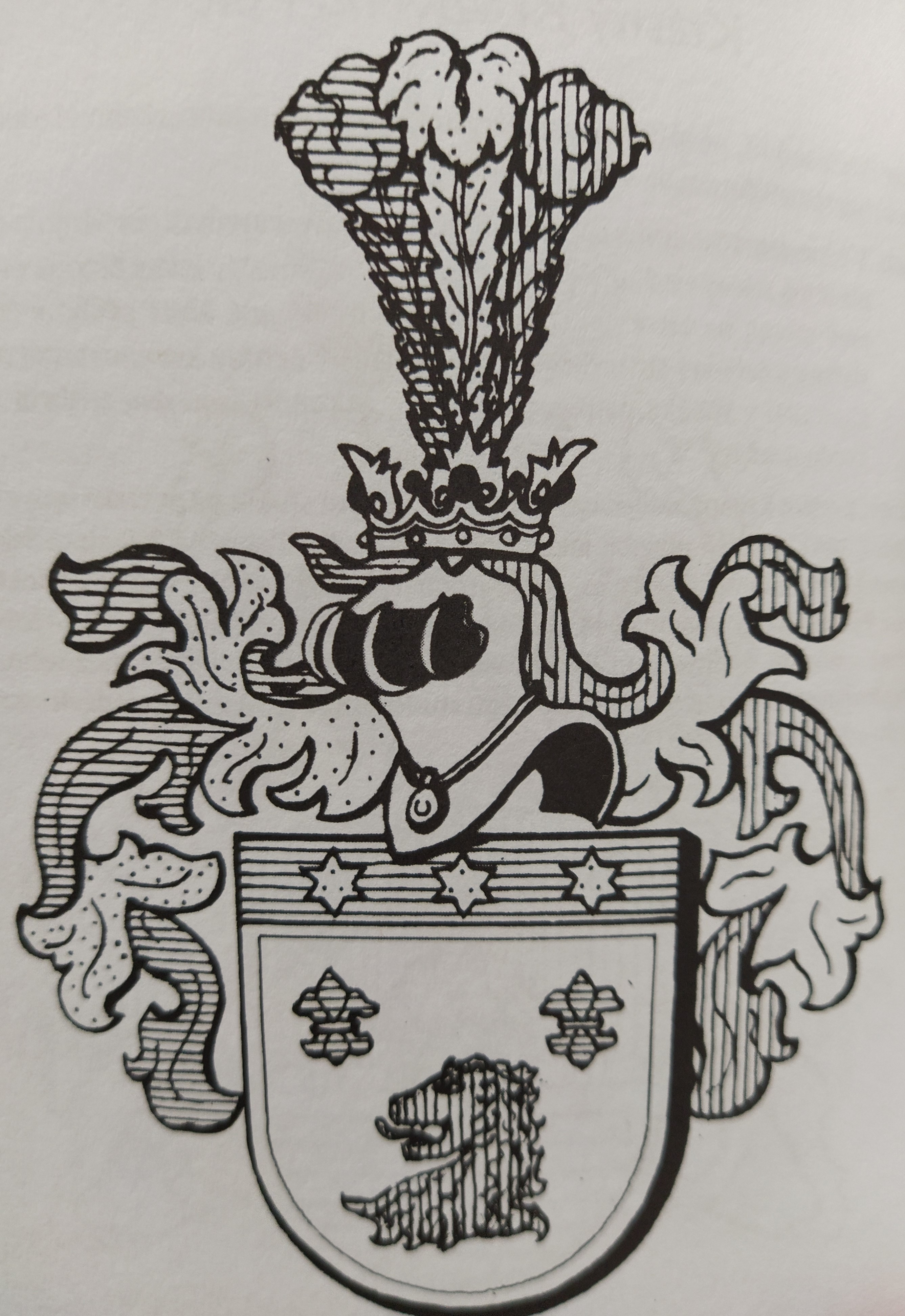
Erb Eduarda Kreysy udělený při povýšení do šlechtického stavu (1917)

Po reálce v rodných Hustopečích získal vojenské vzdělání na kadetní škole v Brně (1875–1877). V hodnosti poručíka se v roce 1878 zúčastnil okupace Bosny a Hercegoviny, poté nastoupil k 45. pěšímu pluku, s nímž sloužil v Brně, Hradci Králové nebo Přemyšlu. V roce 1888 přešel k jednotkám c. k. zeměbrany a v roce 1889 byl povýšen na kapitána. U různých zeměbraneckých pluků sloužil v Písku, Sankt Pölten, Vídni nebo Opavě a mezitím postupoval v hodnostech (major 1898, podplukovník 1901). Uplatnil se také jako pedagog, několik let působil na Zeměbranecké kadetní škole ve Vídni a v letech 1902–1905 byl jejím ředitelem. V roce 1905 byl povýšen na plukovníka a od roku 1907 byl velitelem 27. zeměbraneckého pluku v Lublani.
V roce 1910 dosáhl hodnosti generálmajora a převzal velení 52. zeměbranecké brigády v Litoměřicích (1910–1913). Od roku 1913 velel 13. pěší divizi zeměbrany ve Vídni a k datu 1. května 1914 byl povýšen na polního podmaršála. Se svou divizí byl na začátku první světové války povolán na východní frontu, kde byl začleněn do 4. armády generála Auffenberga a zúčastnil se bojů v Haliči. Do léta 1915 bojoval v Karpatech, poté byl ze zdravotních důvodů z fronty odvolán. K datu 1. ledna 1916 byl jmenován do funkce prezidenta Vrchního soudu c. k. zeměbrany (Obersten Landwehr-Gerichtshofes) a v tomto úřadu setrval do konce války. V roce 1917 dosáhl hodnosti generála pěchoty  a téhož roku byl povýšen do šlechtického stavu.  
Po zániku monarchie požádal o zařazení do československé armády a k datu 17. prosince 1919 mu byla přiznána hodnost československého generála III. třídy ve výslužbě s nárokem na penzi. Zemřel ve Vídni 24. dubna 1923 ve věku 63 let.

## Řády a vyznamenání
Během vojenské služby obdržel řadu vyznamenání, jako ředitel zeměbranecké důstojnické školy byl oceněn i zahraničními panovníky.
- Válečná medaile (1879)
- Jubilejní pamětní medaile (1898)
- Vojenský záslužný kříž III. třídy (1904)
- Řád železné koruny III. třídy (1907)
- Vojenský jubilejní kříž (1908)
- rytířský kříž Leopoldova řádu s válečnou dekorací (1914)
- Vojenský záslužný kříž II. třídy s válečnou dekorací (1915)
- Řád železné koruny II. třídy s válečnou dekorací (1915)

- Řád sv. Stanislava (1904, Rusko)
- rytíř Řádu Albrechtova (1907, Sasko)